# ويليام في. هوستون
ويليام في. هوستون (بالإنجليزية: William Vermillion Houston)‏ هو فيزيائي أمريكي، ولد في 19 يناير 1900 في ماونت غيلاد في الولايات المتحدة، وتوفي في 22 أغسطس 1968 في إدنبرة في المملكة المتحدة.